# Ortskapelle Gampelün

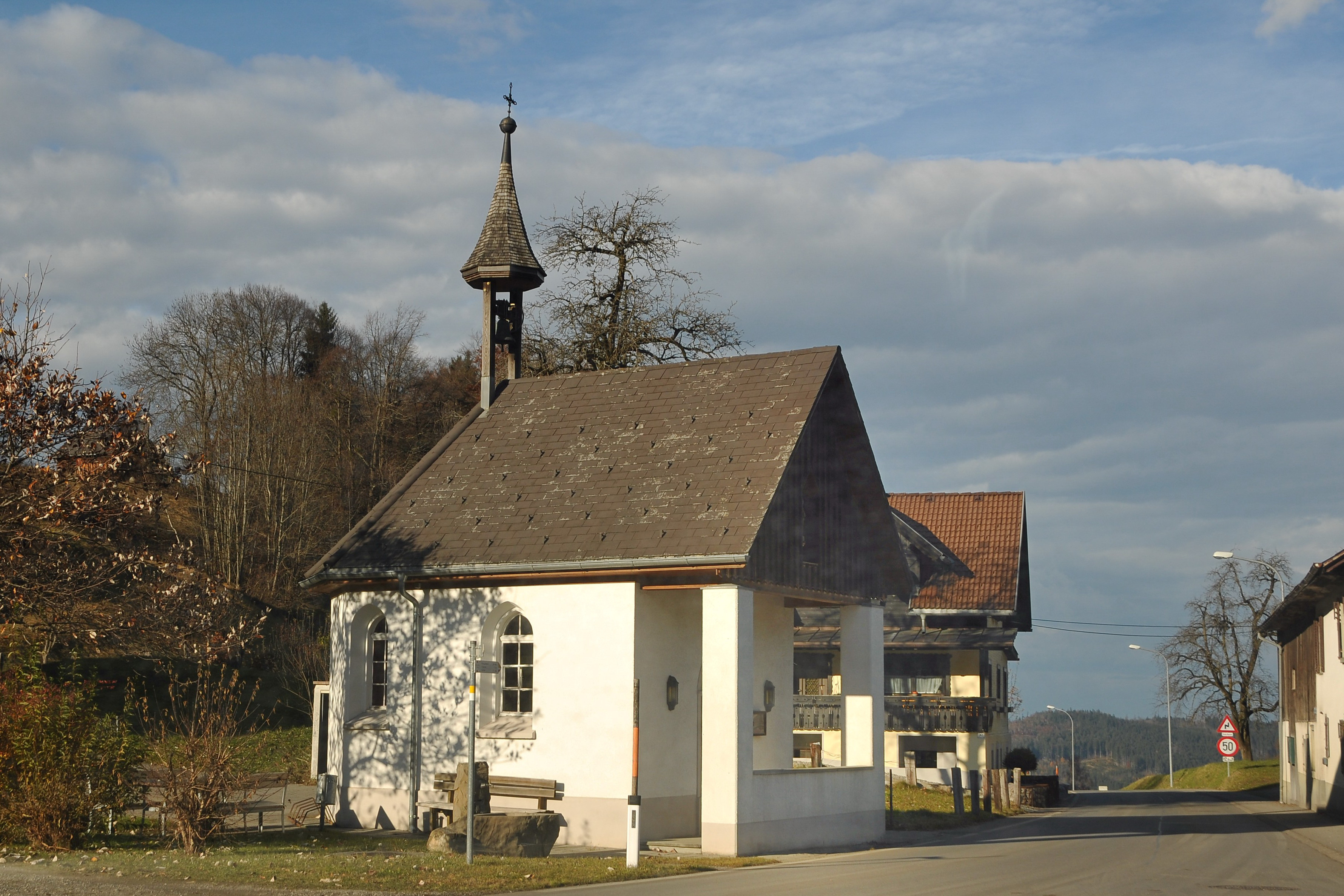
Ortskapelle Mariä Erscheinung zu Lourdes in Gampelün

Die Ortskapelle Gampelün steht in der Ortschaft Gampelün in der Marktgemeinde Frastanz im Bezirk Feldkirch in Vorarlberg. Die dem Patrozinium Mariä Erscheinung zu Lourdes unterstellte Kapelle gehört zum Dekanat Feldkirch in der Diözese Feldkirch. Die Kapelle steht unter Denkmalschutz (Listeneintrag).

## Geschichte
Die Ortskapelle wurde 1901 erbaut.

## Architektur
Der Rechteckraum mit einem Dreiseitschluss unter einem Satteldach trägt einen Dachreiter über dem Chor. Das Spitzbogenportal mit einem Scheitelstein mit 1901 ist mit einem offenen Vorraum auf zwei Pfeilern geschützt. Die Fenster sind spitzbogig.
Das Kapelleninnere hat eine Flachdecke auf einer Putzleiste mit einer Hohlkehle und zeigt in der Mitte und in den Ecken Stuckrosetten und Kartuschen. Ein eingezogener leicht spitzbogige Chorbogen ist eine Stucklaibung. Im Chor befindet sich eine Lourdesgrotte. 

## Ausstattung
Die Lourdesgrotte trägt die Gipsstatuen hl. Theresia, hl. Antonius und Guter Hirte aus dem 20. Jahrhundert.